# (46644) Lagia
(46644) Lagia est un astéroïde de la ceinture principale.

## Description
(46644) Lagia est un astéroïde de la ceinture principale. Il fut découvert le 19 juillet 1995 à San Marcello Pistoiese par Andrea Boattini et Luciano Tesi. Il présente une orbite caractérisée par un demi-grand axe de 2,30 UA, une excentricité de 0,13 et une inclinaison de 6,1° par rapport à l'écliptique.

## Compléments